# 变异革蜱
变异革蜱（学名：Dermacentor variabilis）, 又名美洲狗蜱，其种加词“variabilis”意为“变化的”。是真蜱目硬蜱科的一种, 分布于北美洲
。

## 传染病
这种吸血动物寄生于哺乳类，包括人类
。
此蜱会带来传染病，如落矶山斑点热与兔热病，但不大可能传莱姆病
。